# 송신남
송신남(宋信男, 1944년 ~ )은 대한민국의 전 장애인 탁구, 론볼 선수이다. 1972년 하계 패럴림픽 탁구 종목에 참가해 대한민국 선수 최초로 패럴림픽 금메달을 획득했다. 이는 양정모의 대한민국 최초 올림픽 금메달보다 4년 빠르다. 탁구 선수 은퇴 이후 대한민국 최초로 론볼 선수 및 감독을 역임했다.

## 생애
1944년 전라남도 광양군에서 태어난 송신남은 베트남 전쟁에 수도기계화보병사단 소속 통신병으로 참전했다. 1966년 전투 도중 성대에 총상을 입었고 이후 하반신이 마비가 되었다. 부상 이후 정부로 부터 인헌무공훈장 및 국민훈장 모란장을 수여받았다. 자살까지 생각했던 그는 1968년 재활을 목적으로 탁구를 시작했으며 1971년에 국가대표에 발탁되었다. 제20회 스토크맨더빌게임 (국제척수장애자체육대회)에 참가해 단식부분에서 금메달을 획득했다. 이에 대한 공로로 경기 종료 후 다른 메달리스와 함께 국민훈장 석류장을 수여받았다. 동년 12월에는 상이군인에 대한 신문을 보고 위문편지를 보낸 권현숙과 약 6개월간 연애 끝에 타 파월전상자와 함께 합동 결혼식을 올렸다.
제21회 스토크맨더빌게임을 겸한 1972년 하계 패럴림픽에 탁구 종목으로 2회 연속 참가했고 단식 TT1 부분에서 금메달을 획득했다. 이는 대한민국 최초의 패럴림픽 금메달이며 올림픽 최초의 금메달보다 4년 빨랐다. 단식에 이어 단체전에서도 박연규와 함께 금메달을 획득하며 2관왕을 달성했다. 대한민국 최초 금메달 소식에 박정희 전 대통령으로부터 축전을 받았으며 카퍼레이드 및 각종 방송에 연속해서 출연하는 등 인기를 누렸다. 이번 대회에 대한 공로로 국민훈장 목련장을 수여받았다. 당시 대한민국은 전상자들의 냉대가 심했는데 이를 극복하기 조직된 일념회에 금메달을 획득한 당일 저녁 대회에 참가한 타 선수들과 함께 회원이 되기로 결정했다.
1975년에 열린 제24회 스토크맨더빌 게임에서도 단식 금메달을 획득했다. 공로로 체육훈장 거상장을 수여받았으며 청와대에 초청받아 다과회를 가졌다. 1981년에는 스토크맨더빌 게임에서의 공을 세운 공로로 대통령 표창을 수여받았다.
탁구 시합을 위해 자주 영국에 갔었던 송신남은 론볼을 접했으며 대한민국에서 열린 1988년 하계 패럴림픽에 론볼에 참가할 선수가 없자 재활원 등을 돌며 선수를 모집해 대회에 참가했다. 당시 론볼 대표팀은 4등을 기록하며 메달 획득에는 실패했다. 1996년 하계 패럴림픽에도 론볼 선수로 참가했고 이후 서울시론볼감독 및 대한장애인론볼연맹 감사, 기술위원. 심판 등을 맡았다.
2012년에는 국가유공자 1급 중상이용사회가 개최한 나라사랑 국토종단 희망의 핸드사이클 행사에 참가했으며, 2014년에는 인천광역시에서 개최한 장애인 아시안 게임에서 이길여 가천대학교 총장과 함께 최종 성화 봉송 주자중 한명으로 활약했다.